# Réalisation (audiovisuel)
Pour les articles homonymes, voir Réalisation.
La réalisation d'un film est le processus de fabrication qui commence par une idée originale, parcourt les étapes de l'écriture du script, prépare le tournage au cours de la préproduction, mène à sa bonne fin le tournage proprement dit, puis assure le montage et la finition, appelés postproduction, et se termine par la distribution qui englobe toute la commercialisation de l'ouvrage. Elle implique un nombre de techniciens, d'artistes et de personnels administratifs qui va de quelques dizaines de personnes à quelques milliers. Elle peut s'étendre sur plusieurs semaines, le plus souvent plusieurs mois, voire plusieurs années.

## Déroulement de la réalisation

### Histoire
La première étape de la réalisation d’un film a toujours été le sujet. Dans le cinéma primitif, dès 1891, ce sujet tenait en quelques mots qui devenaient bien souvent le titre du film (les premiers films avaient une durée inférieure à une minute). Ce n’était pas ce qui s’appelle aujourd’hui un court-métrage, puisque le long-métrage était à l’époque un concept inconnu. C’était seulement un film, mot anglais détourné — signifiant fine couche, voile, pellicule — par l’inventeur et industriel américain Thomas Edison, ou une vue photographique animée, ainsi que Louis Lumière baptisait ses prises de vues, ou un tableau, comme Georges Méliès nommait ses fantaisies, en référence au music-hall. Le premier film du cinéma fut ainsi affublé d’un titre simple : Dickson Greeting, le salut cérémonieux qu’adresse William Kennedy Laurie Dickson, le bras droit d’Edison et premier réalisateur du cinéma (ces mots n’existaient pas encore), à la caméra Kinétographe, donc, au public (regard caméra).
En 1892, Émile Reynaud invente le dessin animé et ses projections durent plus d’une minute, allant même jusqu’à 5 minutes en 1894. Il appelle ses films des pantomimes lumineuses. Le premier est intitulé Pauvre Pierrot, et le thème est la concurrence amoureuse entre Arlequin et Pierrot, et Colombine va choisir Arlequin. Louis Lumière, en industriel avisé, filme la sortie de l’usine familiale à Lyon en 1895. À ses débuts, en 1896, Georges Méliès reprend le sujet des films Lumière qui ont rencontré un succès public : Une partie de cartes (Partie d'écarté), Arrivée d'un train gare de Joinville (L'Arrivée d'un train en gare de La Ciotat), L'Arroseur (Le Jardinier), Baignade en mer (La Mer (Baignade en mer)), Barque sortant du port de Trouville (Barque sortant du port), etc. La dramaturgie ne fait pas encore partie des soucis créatifs des primitifs du cinéma. Ils reprennent le sujet de leurs collègues sans état d’âme, car en fait, le scénario étant inexistant, il n’y a pas de plagiat mais une version différente du même motif. Alice Guy, la première femme réalisant des vues animées, la première réalisatrice, fera de même.
Très vite cependant, ces images vont être insuffisantes pour continuer à intéresser le public. Le succès des vues Lumière est d’abord immense, puis s’amenuise progressivement. Les deux industriels lyonnais, malgré le talent de photographe de Louis, ignorent les règles de base de la dramaturgie et comprennent qu’ils ne sont pas taillés pour ce qui devient, non plus une curiosité, mais un spectacle recherché. Huit ans à peine après leurs premières projections, ils se retirent de la production de films. Thomas Edison ne s’arrête pas, lui. Ses productions se poursuivent, toujours basées sur une seule idée par film. Georges Méliès, dans un style théâtral qui est vite dépassé, influence le monde nouveau des faiseurs de films en racontant des histoires aux multiples rebondissements. Ses amis britanniques, George Albert Smith et James Williamson inventent le film d’aventure, les Chase Films (films de poursuite) et donnent au cinéma les bases de son langage spécifique au début des années 1900. Quelques années plus tard (1908), D. W. Griffith enrichit ce langage en lui adaptant des moyens empruntés à la littérature.

### De nos jours
La réalisation d'un film se décompose en six périodes.

#### Idée d'histoire
L'idée d'histoire est présentée par un scénariste ou un réalisateur, ou provient du désir d'un producteur ou de celui d'un comédien célèbre. L'idée peut venir aussi d'une démarche commerciale à la suite du succès de librairie d'un roman qu'on envisage alors de « porter à l'écran ». Un pitch bien pensé suffit à faire démarrer le projet et de mobiliser un producteur de cinéma, un diffuseur (une chaîne de télévision ou plusieurs), un distributeur, et un ou plusieurs scénaristes. D'autres soutiens sont requis, fondamentaux : une banque (en France, l'Institut pour le financement du cinéma et des industries culturelles (IFCIC) favorise la production de films de cinéma et de téléfilms, séries télévisées et documentaires)[Passage à internationaliser], nécessaire pour lancer l'affaire. Le Centre national du cinéma et de l'image animée (CNC) est aussi sollicité[Passage à internationaliser], apportant des aides à l'écriture et une éventuelle avance sur recettes, octroyée par un jury à un réalisateur, ce qui lui permet de contrôler la production en étant coproducteur du film.

#### Écriture du script

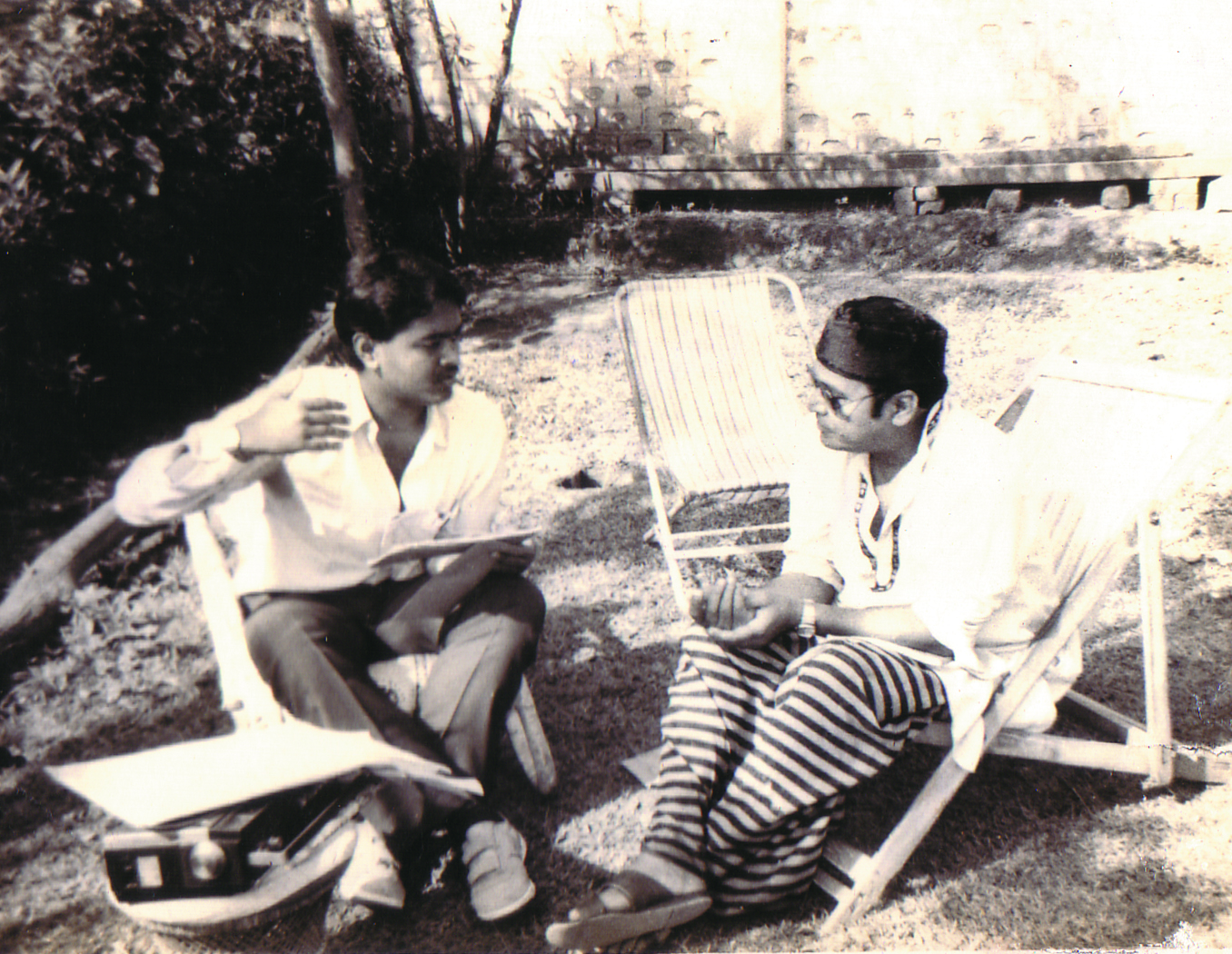
Arnab Jan Deka, réalisateur indien, explique son script à un chanteur-comédien, Bhupen Hazarika (1986)

Différents stades d'écriture sont nécessaires pour arriver au script, qui est le document littéraire définitif du film avant tournage. Jean Gabin aurait affirmé : « Pour faire un bon film, il faut trois choses : un bon scénario, un bon scénario et un bon scénario ». Vérité incontestable, mais un script peut être le résultat d'un travail magistral de quelques jours ou le travail finalement inabouti d'écritures et de réécritures successives durant plusieurs mois. Il n'y a pas de recettes valables, chaque film est un ouvrage unique, et le même sujet peut donner deux films extrêmement différents et peut-être un chef-d'œuvre d'une part et un flop d'autre part.

#### Préproduction

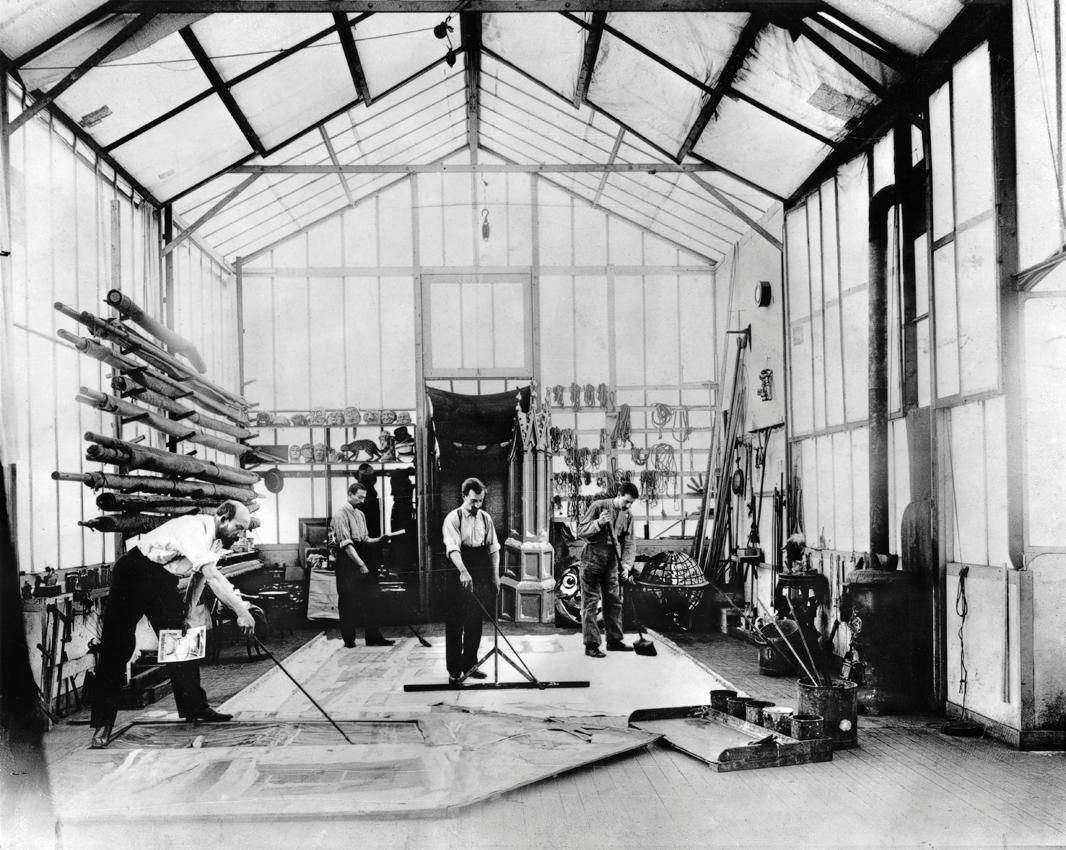
Georges Méliès préparant les décors d'un film dans son studio de Montreuil (1897).

Les fonds nécessaires étant réunis (totalement ou en partie), la préparation du tournage peut commencer. Les principaux contrats sont signés, un réalisateur engagé, une ou deux vedettes sont éventuellement mises sous contrat. Les étapes de cette période vont du casting (choix des comédiens et contrats afférents), à la location d'un plateau pour tout tournage en studio avec l'étude des décors et leur construction, en passant par le repérage des décors extérieurs dits naturels, et leurs contrats de location. Un directeur de production est nommé, qui supervise financièrement et administrativement ces démarches, soutenu par un pool de production. Une façon de travailler qui date des années 1920, et sont notamment l'apport du réalisateur et producteur américain Thomas H. Ince. « Il introduit dans le cinéma des règles d'organisation qui vont se révéler extrêmement fécondes, tant au niveau de la production qu'à celui de la direction artistique où il reconsidère toutes les habitudes acquises du cinéma. Ince est fils de comédiens et comédien lui-même. Quand il commence à travailler pour le cinéma, il constate que ce métier s'exerce dans une joyeuse confusion. On entreprend les tournages alors que les scénarios sont à peine ébauchés, on tourne selon les humeurs de chacun, la préparation des décors laisse à désirer, il manque toujours quelque chose, un accessoire, une pièce de vêtement, un bout de décor, un clou ou un marteau ».

#### Tournage

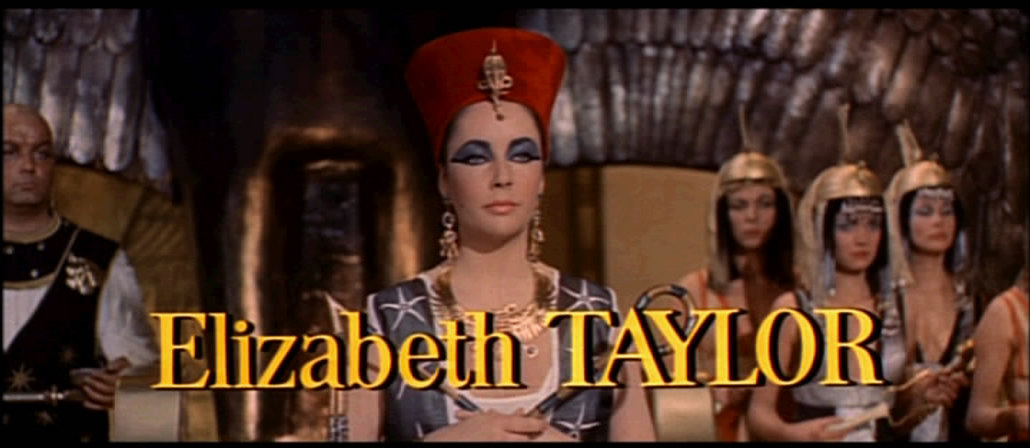
Cléopâtre est incarnée par Elizabeth Taylor qui signe le plus gros contrat jamais obtenu : 1 million de dollars.

Cette période, dont la durée varie de quelques semaines à plusieurs années, est la partie cruciale de la production d'un film. Tout peut s'enchaîner merveilleusement, certains diront que leur travail s'apparentait à des vacances, ou tout a tendance à s'enliser, laminant la créativité de chacun. Quand Elizabeth Taylor tourne en 1963 dans le film Cléopâtre, elle tombe plusieurs fois malade, et elle doit subir une grave opération d’urgence, suspendant le tournage — qui avait déjà été arrêté pour des raisons climatologiques — sur plusieurs mois. Le premier réalisateur abandonne, le second, qui signe finalement le film, Joseph L. Mankiewicz, rectifie le scénario mais n'a pas le temps de terminer ce travail. Il reprend le script durant la nuit, tandis qu'il tourne dans la journée. La production le drogue pour tenir le coup. Taylor tombe amoureuse de Richard Burton, et le tournage est ralenti par cette idylle inattendue. À Rome, un orage détruit une partie des décors et en détériore une autre, ce qui nécessite de suspendre encore le tournage (tout le monde est sous contrat et la production doit payer la rallonge). On peut imaginer dans quel état d'esprit d'inquiétude travaillent les comédiens et l'équipe technique. Ce film, dont le devis était de 2 millions de dollars, voit son coût gonfler jusqu'à plus de 35 millions de dollars. Ses qualités — certes réelles, mais les diverses péripéties désagréables ont laissé leur trace — ne sont pas à la hauteur de ce chiffre, et le film signe une des plus grosses pertes financières du cinéma américain.

#### Postproduction

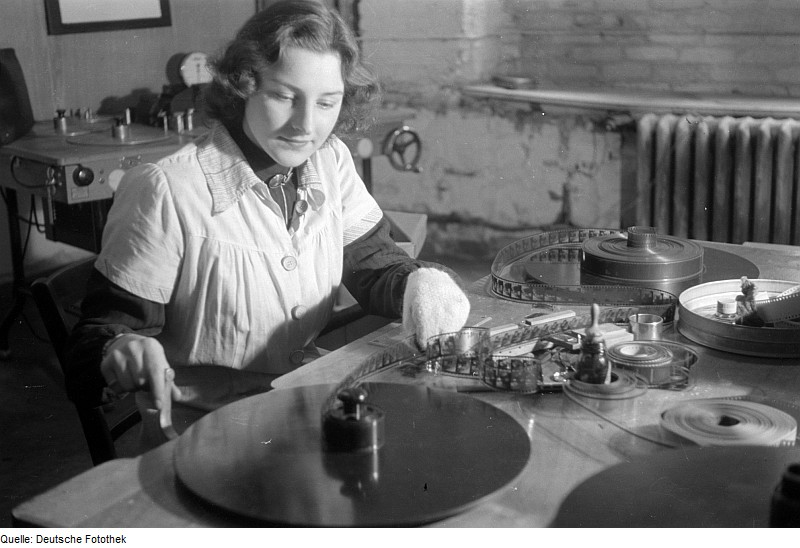
Monteuse au travail (1950).

Dans les premières décennies du cinéma, la postproduction, qui succède au tournage, était en général la période la plus courte de la production d'un film. Au départ, la pellicule négative impressionnée, telle qu'elle sortait de la caméra, était l'objet du spectacle, sans autre artifice que le tirage d'une copie positive. La bande, aux formats de 19 mm, puis de 35 mm ou 58 mm, était de petite longueur, la durée de la prise de vues dépassait rarement la minute et ne concernait qu'un seul plan, compris entre le début du tournage (de la manivelle) et son arrêt. Ce mot, « plan », ne vint que beaucoup plus tard, on parlait alors de « vue », ou de « tableau ». La soudure de deux tronçons de pellicule à l'aide d'un dissolvant n'était utilisée que lorsque la pellicule cassait au cours d'une manipulation ou d'une projection, ou quand l'opérateur de prise de vues avait arrêté sa caméra avant d'avoir passé l'intégralité du bobineau de pellicule, pour reprendre un peu plus tard lorsque le sujet filmé avait évolué ou s'était déplacé. Même nécessité quand le réalisateur utilisait un trucage comme l'arrêt de caméra (voir Méliès). En effet, l'arrêt de la caméra et son redémarrage provoquent quelques images surexposées qu'il est nécessaire de supprimer pour masquer l'opération. Mais le cinéaste qui exécute cette soudure ne la conçoit pas comme l'embryon de ce qui s'appellera plus tard le montage. En 1899, un film Edison tente d'alerter l'opinion publique des risques sanitaires de la ruée vers l'or au Klondike (Canada) : Scènes de la ruée vers l'or au Klondike. Ce film de soixante-cinq secondes est une mise bout à bout de plusieurs plans (scenes) montrant une exploitation de chercheurs d'or, une ville champignon, un radeau sur des rapides, une coupure de journal évoquant une possible famine de cette population massivement déplacée, menacée par l'hiver approchant. Ce film est un embryon de montage, les diverses scenes illustrent l'article du journaliste de la même façon que le font aujourd'hui les « images prétextes » des brèves du journal télévisé (images archivées à défaut d'images du jour). Un an plus tard, c'est le réalisateur britannique George Albert Smith qui a l'idée, pour son film La Loupe de grand-maman, de mettre l'un derrière l'autre plusieurs plans liés par une logique purement visuelle. « Cette alternance du gros plan et des plans généraux dans une même scène est le principe du découpage. Par là, Smith crée le premier véritable montage ».
L'émergence du montage va compliquer la période de la postproduction. La durée des films augmente grâce à l'adoption universelle de la boucle de Latham, les films durent dorénavant quelques minutes, voire un quart d'heure, et même un peu plus. La succession des plans commence au tournage, une seule prise de vues autour d'une seule action dans un unique décor n'a plus rien d'attractif pour le public qui désire des histoires avec diverses péripéties. Les premiers montages sont plutôt frustes et leur logique est la seule chronologie des faits. Ce sont des « petites mains » (des femmes) qui sont chargées de ce travail d'assemblage que l'on fait en regardant la pellicule à contre-jour. En 1924, une machine est inventée aux États-Unis, la Moviola (de movie (film animé)), qui va permettre de rationaliser cette opération du montage.
Montage, montage son, mixage audio, conformation de l'original image, étalonnages lumière et couleur de l'original image sont les étapes successives de la postproduction, qui mènent au produit fini, prêt à la distribution.

#### Distribution

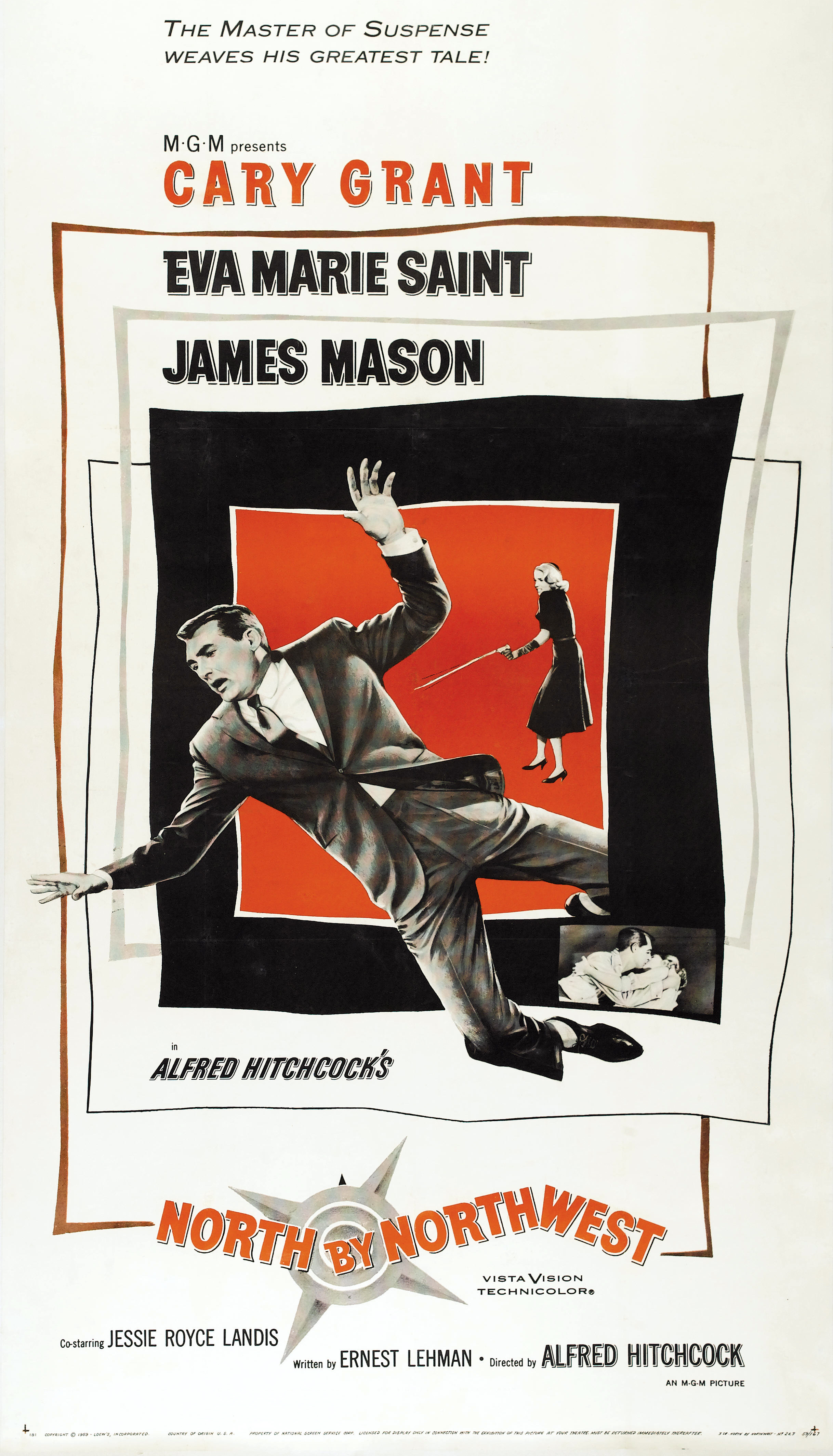
Affiche de La Mort aux trousses, réalisé par Alfred Hitchcock en 1959.

La distribution est le travail d'une ou plusieurs sociétés spécialisées qui, le plus souvent, ont elles-mêmes participé au tour de table financier. La distribution comprend en amont le « marchandisage » (merchandising), dès le lancement du projet ou au moins pendant le tournage. Ce sont les avis de tournage qui sont envoyés aux agences d'information ou aux journaux ou groupes de presse. En argentique, les photogrammes issus du tournage présentent des flous cinétiques et ne sont pas utilisables pour confectionner des photos promotionnelles. Celles-ci ont été exécutées sur place par un photographe de plateau qui, non seulement produit en dehors des prises de vues du film même, des portraits des principaux comédiens et une reconstitution de différents plans en photos fixes, mais aussi des photos de tournage où il peut mettre en valeur le couple réalisateur-comédien, et aussi les interventions des différents principaux techniciens. Un affichiste est engagé qui va adosser son travail à un éventail des photos produites par le précédent, ou créer un graphisme particulier au film. Les principaux comédiens, ainsi que le réalisateur et éventuellement le scénariste, participent à la promotion du film juste avant sa sortie officielle par le bouche-à-oreille (buzz) que leur offrent, généreusement ou par contrat, les moyens d'information classiques (radio, télévision, presse écrite]).
La sortie en salles est de nos jours plus un test vis-à-vis du public visé, que la forme de perception principale des recettes du film. En France, les recettes en salles d'un film sont ventilées sous la houlette du CNC selon les différents contrats : producteur(s), distributeur(s), contrats en participation de certains comédiens ou techniciens, royalties du réalisateur et du scénariste, royalties du compositeur de la bande originale[Passage à internationaliser].
Lors du passage sur le petit écran, les chaînes de télévision, qui ont amené un apport financier dès le projet — à leurs risques et périls — doivent s'acquitter d'un droit d'exploitation complémentaire, calculé sur le nombre de passages à l'antenne prévu et les horaires de diffusion. Cette contribution va directement au compte de la production (avec redistribution aux ayants droit) ou est discuté et récolté par le distributeur qui paiera sa redevance personnelle au producteur et aux différents ayants droit. Elle est discutée d'avance ou à la sortie du film avec les chaînes de télévision et distributeurs en salles étrangers.
Le distributeur peut être chargé de la récolte des sommes générées par les supports enregistrés (DVD, Blu-ray), aujourd'hui en nette régression, ou par la vidéo à la demande (VàD) qui est, avec la diffusion télévision, la source principale des revenus d'un film.